# Juweelkardinaalbaars
De juweelkardinaalbaars (Pterapogon kauderni) is een  straalvinnige vissensoort uit de familie van kardinaalbaarzen (Apogonidae). De wetenschappelijke naam van de soort is voor het eerst geldig gepubliceerd in 1933 door Koumans.

## Voorkomen
Deze soort komt uitsluitend voor bij de Banggai-eilanden van Indonesië. Het geografisch bereik is met 5500 km² zeer beperkt. De total populatie wordt geschat op 2,4 miljoen en is samengesteld uit geïsoleerde populaties geconcentreerd rond de ondieptes van de 17 grote en 10 kleine eilanden binnen de Banggai-archipel.

## Beschermingstatus
De soort staat op de Rode Lijst van de IUCN als Bedreigd, beoordelingsjaar 2007. De omvang van de populatie is volgens de IUCN dalend.